# Saint-Étienne-en-Coglès
Saint-Étienne-en-Coglès (bret. Sant-Stefan-Gougleiz) – miejscowość i dawna gmina we Francji, w regionie Bretania, w departamencie Ille-et-Vilaine. W 2013 roku populacja gminy wynosiła 1759 mieszkańców. 
W dniu 1 stycznia 2017 roku z połączenia dwóch ówczesnych gmin – Saint-Brice-en-Coglès oraz Saint-Étienne-en-Coglès – utworzono nową gminę Maen-Roch. Siedzibą gminy została miejscowość Saint-Brice-en-Coglès. 